# Temporada 2010-2011 del FC Barcelona (femení)
La temporada 2010-11 és la 23a en la història del Futbol Club Barcelona, i la 14a temporada del club en la màxima categoria del futbol espanyol.

## Desenvolupament de la temporada
Les jugadores queden segones classificades a la 1a fase Grup B de la Superlliga obtenint plaça per competir pel títol; a la 2a fase Grup A queden 4s classificades.
Aquesta plaça els dona plaça per disputar la Copa de la Reina de la qual es proclamarien vencedores per segona vegada.
La Copa Catalunya es guanya per segon cop i de forma consecutiva.

## Jugadores i cos tècnic

### Plantilla
La plantilla i el cos tècnic del primer equip per a l'actual temporada són els següents:
| N. | Pos. | Nac. | Jugador             |
| -- | ---- | --- | ------------------- |
| —  | POR  | [[Fitxer:Flag of Catalonia.svg\|23x15px\|border \|alt=Catalunya\|link=Selecció de futbol de Catalunya\|{{#if:\|]]                        | Laura Ràfols        |
| —  | POR  | [[Fitxer:Flag of the Basque Country.svg\|23x15px\|border \|alt=País Basc\|link=Selecció de futbol del País Basc\|{{#if:\|]]              | Elixabete Sarasola  |
| —  | DEF  | [[Fitxer:Flag of the Balearic Islands.svg\|23x15px\|border \|alt=Illes Balears\|link=Selecció de futbol de les Illes Balears\|{{#if:\|]] | Melisa Nicolau      |
| —  | DEF  | [[Fitxer:Flag of Catalonia.svg\|23x15px\|border \|alt=Catalunya\|link=Selecció de futbol de Catalunya\|{{#if:\|]]                        | Ana María Escribano |
| —  | DEF  | [[Fitxer:Flag of Catalonia.svg\|23x15px\|border \|alt=Catalunya\|link=Selecció de futbol de Catalunya\|{{#if:\|]]                        | Anna Márquez        |
| —  | DEF  | [[Fitxer:Flag of the Basque Country.svg\|23x15px\|border \|alt=País Basc\|link=Selecció de futbol del País Basc\|{{#if:\|]]              | Laura Gómez         |
| —  | DEF  | [[Fitxer:Flag of Spain.svg\|23x15px\|border \|alt=Espanya\|link=Selecció de futbol d'Espanya\|{{#if:\|]]                                 | Rocío López         |
| —  | DEF  | [[Fitxer:Flag of Spain.svg\|23x15px\|border \|alt=Espanya\|link=Selecció de futbol d'Espanya\|{{#if:\|]]                                 | Marta Unzué         |
| —  | DEF  | [[Fitxer:Flag of Spain.svg\|23x15px\|border \|alt=Espanya\|link=Selecció de futbol d'Espanya\|{{#if:\|]]                                 | Melanie Serrano     |
| —  | DEF  | [[Fitxer:Flag of Catalonia.svg\|23x15px\|border \|alt=Catalunya\|link=Selecció de futbol de Catalunya\|{{#if:\|]]                        | Esther Romero       |
| —  | MIG  | [[Fitxer:Flag of Catalonia.svg\|23x15px\|border \|alt=Catalunya\|link=Selecció de futbol de Catalunya\|{{#if:\|]]                        | Vicky Losada        |

| N. | Pos. | Nac. | Jugador                |
| -- | ---- | --- | ---------------------- |
| —  | MIG  | [[Fitxer:Flag of Catalonia.svg\|23x15px\|border \|alt=Catalunya\|link=Selecció de futbol de Catalunya\|{{#if:\|]]           | Noemí Rubio            |
| —  | MIG  | [[Fitxer:Flag of Asturias.svg\|23x15px\|border \|alt=Astúries\|link=Selecció de futbol d'Astúries\|{{#if:\|]]               | Montserrat Tomé        |
| —  | MIG  | [[Fitxer:Flag of Catalonia.svg\|23x15px\|border \|alt=Catalunya\|link=Selecció de futbol de Catalunya\|{{#if:\|]]           | Laura Gutiérrez        |
| —  | MIG  | [[Fitxer:Flag of Catalonia.svg\|23x15px\|border \|alt=Catalunya\|link=Selecció de futbol de Catalunya\|{{#if:\|]]           | Carol Férez            |
| —  | DAV  | [[Fitxer:Flag of Catalonia.svg\|23x15px\|border \|alt=Catalunya\|link=Selecció de futbol de Catalunya\|{{#if:\|]]           | Olga García            |
| —  | DAV  | [[Fitxer:Flag of Catalonia.svg\|23x15px\|border \|alt=Catalunya\|link=Selecció de futbol de Catalunya\|{{#if:\|]]           | Marta Corredera        |
| —  | DAV  | [[Fitxer:Flag of Spain.svg\|23x15px\|border \|alt=Espanya\|link=Selecció de futbol d'Espanya\|{{#if:\|]]                    | Mari Paz Vilas         |
| —  | DAV  | [[Fitxer:Flag of the Basque Country.svg\|23x15px\|border \|alt=País Basc\|link=Selecció de futbol del País Basc\|{{#if:\|]] | Elba Unzué             |
| —  | DAV  | [[Fitxer:Flag of Spain.svg\|23x15px\|border \|alt=Espanya\|link=Selecció de futbol d'Espanya\|{{#if:\|]]                    | Sandra Jiménez "Avión" |
| —  | DAV  | [[Fitxer:Flag of Catalonia.svg\|23x15px\|border \|alt=Catalunya\|link=Selecció de futbol de Catalunya\|{{#if:\|]]           | Marta Liria "Lilo"     |

FC Barcelona Femení B
| N. | Pos. | Nac. | Jugador                              |
| -- | ---- | --- | ------------------------------------ |
| —  | POR  | [[Fitxer:Flag of Catalonia.svg\|23x15px\|border \|alt=Catalunya\|link=Selecció de futbol de Catalunya\|{{#if:\|]] | Míriam de Francisco Rodríguez "Mimi" |
| —  | DEF  | [[Fitxer:Flag of Catalonia.svg\|23x15px\|border \|alt=Catalunya\|link=Selecció de futbol de Catalunya\|{{#if:\|]] | Leila Ouahabi                        |
| —  | MIG  | [[Fitxer:Flag of Catalonia.svg\|23x15px\|border \|alt=Catalunya\|link=Selecció de futbol de Catalunya\|{{#if:\|]] | Zaíra Flores Lara?                   |

#### Altes
Montserrat Tomé, Melisa Nicolau, Esther Romero, Olga García, Marta Corredera i Sandra Jiménez "Avión".

#### Baixes
Clara Villanueva, Silvia Doblado, Marta Cubí, Anna Riera, Laura Bonaventura "Mixeta", Alicia Fuentes i Marina Torras.

### Cos tècnic
- Entrenador:  Xavi Llorens

## Partits
Victòria       Empat       Derrota

### Copa Catalunya
| 28 d'agost de 2010 | FC Barcelona (femení) | 0-0 \| Classificades als penals | Reial Club Deportiu Espanyol de Barcelona | Sant Joan Despí, Catalunya          |  |
| Semifinal          |                       |                                 |                                           | Municipal de Les Planes Catalunya · |  |

| 29 d'agost de 2010 | FC Barcelona (femení)                                  | 3-0 | Unió Esportiva L'Estartit (femení) | Sant Joan Despí, Catalunya          |  |
| Final              | Vicky (min. 53), Elba (min. 78), Marta Liria (min. 89) |     |                                    | Municipal de Les Planes Catalunya · |  |

### Lliga
1a Fase Grup B
| 5 de setembre de 2010 | Club Esportiu Sant Gabriel   | 2-4 | FC Barcelona (femení)                        | Sant Adrià de Besòs, Catalunya    |  |
| Jornada 1             | 1-1 Villagrasa, 2-4 Cristina |     | 0-1 Avión, 1-2 Ana, 1-3 Ana, 1-4 Olga García | José Luis Ruiz Casado Catalunya · |  |

| 19 de setembre de 2010 | FC Barcelona (femení)                  | 2-0 | València Fèmines Club de Futbol | Sant Joan Despí, Catalunya               |  |
| Jornada 2              | 1-0 Marta Corredera 35', 2-0 Carol 63' |     |                                 | Ciutat Esportiva Joan Gamper Catalunya · |  |

| 26 de setembre de 2010 | Unió Esportiva L'Estartit (femení) | 2-3 | FC Barcelona (femení)                                 | L'Estartit, Torroella de Montgrí, Catalunya    |  |
| Jornada 3              | 1-0 Maribel 26', 2-0 Maribel 32'   |     | 2-1 Olga García 51', 2-2 Ana 63', 2-3 Olga García 90' | Camp Municipal Catalunya · Ana Zardaín López · |  |

| 3 d'octubre de 2010 | FC Barcelona (femení) | 1-0 | Reial Club Deportiu Espanyol (femení) | Sant Joan Despí, Catalunya                                     |  |
| Jornada 4           | 1-0 Olga García 64'   |     |                                       | Ciutat Esportiva Joan Gamper Catalunya · Raúl Calle Martínez · |  |

| 9 d'octubre de 2010 | Llevant Unió Esportiva (femení) | 1-2 | FC Barcelona (femení)                  | València, Comunitat Valenciana                                   |  |
| Jornada 5           | 1-1 Conti 54'                   |     | 0-1 Avión 48', 1-2 Melanie Serrano 58' | Poliesportiu de Nazaret Comunitat Valenciana · Almendros Zafra · |  |

| 17 d'octubre de 2010 | FC Barcelona (femení)                                                          | 4-0 | UD Collerense | Sant Joan Despí, Catalunya                                    |  |
| Jornada 6            | 1-0 Montse 16', 2-0 Olga García 40', 3-0 Melanie Serrano 70', 4-0 Mari Paz 80' |     |               | Ciutat Esportiva Joan Gamper Catalunya · Juan Manuel Martín · |  |

| 24 d'octubre de 2010 | Club Gimnàstic de Tarragona (femení) | 1-4 | FC Barcelona (femení)                                                             | Tarragona, Catalunya                    |  |
| Jornada 7            | 1-3 Sonia Galiano 55'                |     | 0-1 Olga García 16', 0-2 Vicky Losada 32', 0-3 Marta Corredera 42', 1-4 Noemí 88' | Estadi Sant Pere i Sant Pau Catalunya · |  |

| 31 d'octubre de 2010 | FC Barcelona (femení) | 1-2 | Club Esportiu Sant Gabriel       | Sant Joan Despí, Catalunya               |  |
| Jornada 8            | 1-0 Vicky Losada 6'   |     | 1-1 Villagrasa 17', 1-2 Dori 77' | Ciutat Esportiva Joan Gamper Catalunya · |  |

| 7 de novembre de 2010 | València Fèmines Club de Futbol | 1-3 | FC Barcelona (femení)                                          | València, Comunitat Valenciana                   |  |
| Jornada 9             | 1-1 Trueno 8'                   |     | 0-1 Vicky Losada 6', 1-2 Olga García 28', 1-3 Vicky Losada 37' | Beniferri Comunitat Valenciana · Sanz Terrades · |  |

| 14 de novembre de 2010 | FC Barcelona (femení) | 0-0 | Unió Esportiva L'Estartit (femení) | Sant Joan Despí, Catalunya                                   |  |
| Jornada 10             |                       |     |                                    | Ciutat Esportiva Joan Gamper Catalunya · Gallardo Martínez · |  |

| 21 de novembre de 2010 | RCD Espanyol (femení)                                            | 3-1 | FC Barcelona (femení) | Sant Adrià del Besòs, Catalunya                                    |  |
| Jornada 11             | 1-0 Vero Boquete 10', 2-0 Vero Boquete 76', 3-1 Vero Boquete 92' |     | 2-1 Carol 89'         | Ciutat Esportiva de Sant Adrià Catalunya · Daniel Gracia Álvarez · |  |

| 28 de novembre de 2010 | FC Barcelona (femení)                   | 2-0 | Llevant Unió Esportiva (femení) | Sant Joan Despí, Catalunya                                    |  |
| Jornada 12             | 1-0 Noemí 49' (p.), 2-0 Olga García 71' |     |                                 | Ciutat Esportiva Joan Gamper Catalunya · Rodríguez Portoles · |  |

| 5 de desembre de 2010 | UD Collerense   | 1-0 | FC Barcelona (femení) | Palma, Illes Balears                                                       |  |
| Jornada 13            | 1-0 Mascaró 90' |     |                       | Camp Municipal Coll d'en Rebassa Ca'n Caimari Illes Balears · Reus Vidal · |  |

| 12 de desembre de 2010 | FC Barcelona (femení) | 13-0 | Club Gimnàstic de Tarragona (femení) | Sant Joan Despí, Catalunya                                |  |
| Jornada 14             | 1-0 Noemí 7' (p.), 2-0 Lilo 20', 3-0 Olga García 24', 4-0 Olga García 28', 5-0 Lilo 40', 6-0 Olga García 43', 7-0 Melanie Serrano 48', 8-0 Romi 50' (p.), 9-0 Lilo 55', 10-0 Olga García 59', 11-0 Marta Corredera 80', 12-0 Mari Paz 81' (p.), 13-0 Mari Paz 86' |      |                                      | Ciutat Esportiva Joan Gamper Catalunya · Ávalos Barrera · |  |

2a Fase Grup A
| 6 de gener de 2011 | Atlético de Madrid (femení) | 0-1 | FC Barcelona (femení) | Majadahonda, Comunitat de Madrid                        |  |
| Jornada 1          |                             |     | 0-1 Olga García 87'   | Cerro del Espino Comunitat de Madrid · Basilio Puerta · |  |

| 9 de gener de 2011 | FC Barcelona (femení) | 1-1 | Reial Societat (femení) | Sant Joan Despí, Catalunya                              |  |
| Jornada 2          | 1-0 Ramajo 65' (pp.)  |     | 1-1 Larraitz 80' (p.)   | Ciutat Esportiva Joan Gamper Catalunya · Liarte Pérez · |  |

| 16 de gener de 2011 | Rayo Vallecano (femení) | 1-0 | FC Barcelona (femení) | Madrid, Comunitat de Madrid                                                          |  |
| Jornada 3           | 1-0 Natalia Pablos 75'  |     |                       | Ciudad Deportiva Fundación Rayo Vallecano Comunitat de Madrid · Beatriz Gil Gozalo · |  |

| 23 de gener de 2011 | FC Barcelona (femení)                              | 3-0 | Club Esportiu Sant Gabriel | Sant Joan Despí, Catalunya               |  |
| Jornada 4           | 1-0 Montse 23', 2-0 Olga García 40', 3-0 Noemí 49' |     |                            | Ciutat Esportiva Joan Gamper Catalunya · |  |

| 30 de gener de 2011 | FC Barcelona (femení) | 0-0 | Zaragoza Club de Fútbol Femenino | Sant Joan Despí, Catalunya                                    |  |
| Jornada 5           |                       |     |                                  | Ciutat Esportiva Joan Gamper Catalunya · José Antonio Salas · |  |

| 5 de febrer de 2011 | RCD Espanyol (femení) | 1-0 | FC Barcelona (femení) | Sant Adrià del Besòs, Catalunya                                           |  |
| Jornada 6           | 1-0 Vero Boquete 7'   |     |                       | Ciutat Esportiva de Sant Adrià Catalunya · José Emilio Sánchez Aparicio · |  |

| 13 de febrer de 2011 | FC Barcelona (femení)                   | 2-1 | Athletic Club de Bilbao (femení) | Sant Joan Despí, Catalunya                               |  |
| Jornada 7            | 1-0 Olga García 7', 2-1 Marta Liria 80' |     | 1-1 Nekane 41'                   | Ciutat Esportiva Joan Gamper Catalunya · Ávalos Martos · |  |

| 27 de febrer de 2011 | FC Barcelona (femení)                        | 2-2 | Atlético de Madrid (femení)      | Sant Joan Despí, Catalunya                                     |  |
| Jornada 8            | 1-2 Olga García 50', 2-2 Marta Corredera 89' |     | 0-1 Prim 7', 0-2 Szymanowski 35' | Ciutat Esportiva Joan Gamper Catalunya · Alejandro Fernández · |  |

| 6 de març de 2011 | Reial Societat (femení) | 0-0 | FC Barcelona (femení) | Zubieta, País Basc                                       |  |
| Jornada 9         |                         |     |                       | Instal·lacions de Zubieta País Basc · Etxarri Losantos · |  |

| 13 de març de 2011 | FC Barcelona (femení) | 0-1 | Rayo Vallecano (femení) | Sant Joan Despí, Catalunya                                            |  |
| Jornada 10         |                       |     | 0-1 Adriana 89'         | Ciutat Esportiva Joan Gamper Catalunya · Víctor Manuel Sánchez Rico · |  |

| 20 de març de 2011 | Club Esportiu Sant Gabriel                           | 3-0 | FC Barcelona (femení) | Sant Adrià de Besòs, Catalunya    |  |
| Jornada 11         | 1-0 Dori 31', 2-0 Villagrasa 46', 3-0 Marta Cubí 69' |     |                       | José Luis Ruiz Casado Catalunya · |  |

| 27 de març de 2011 | Zaragoza Club de Fútbol Femenino | 1-2 | FC Barcelona (femení)                 | Saragossa, Aragó                             |  |
| Jornada 12         | 1-0 Mariela 77'                  |     | 1-1 Ani 78', 1-2 Olga García 87' (p.) | Estadio Pedro Sancho Aragó · Rafael Aranda · |  |

| 10 d'abril de 2011 | FC Barcelona (femení)  | 1-2 | Reial Club Deportiu Espanyol (femení)           | Sant Joan Despí, Catalunya                                       |  |
| Jornada 13         | 1-0 Marta Corredera 1' |     | 1-1 Vero Boquete 41' (p.), 1-2 Vero Boquete 85' | Ciutat Esportiva Joan Gamper Catalunya · Abraham Martínez Sáez · |  |

| 17 d'abril de 2011 | Athletic Club de Bilbao (femení) | 0-1 | FC Barcelona (femení) | Bilbao, País Basc                                            |  |
| Jornada 14         |                                  |     | 0-1 Noemí 56'         | Instal·lacions de Lezama País Basc · Aretxabaleta Sarasola · |  |

### Copa de la Reina
| 1 de maig de 2011 | FC Barcelona (femení)                                         | 4-1   | Sociedad Deportiva Reocín (femení) | Sant Joan Despí, Catalunya                                        |  |
| Ronda 1 (Anada)   | 1-1 Montse 65', 2-1 Olga García 66', 3-1 Ana 80', 4-1 Ana 84' | [ 6 ] | 0-1 Claudia 35'                    | Ciutat Esportiva Joan Gamper, Catalunya · Óscar Sauleda Torrent · |  |

| 8 de maig de 2011 | Sociedad Deportiva Reocín (femení) | 0-3   | FC Barcelona (femení)                            | Reocín, Cantàbria                              |  |
| Ronda 1 (Tornada) |                                    | [ 7 ] | 0-1 Olga García 56', 0-2 Noemí 75', 0-3 Lilo 80' | Pepín Cadelo, Cantàbria · Javier Toca Alonso · |  |

| 15 de maig de 2011 | FC Barcelona (femení)                        | 2-0   | Rayo Vallecano (femení) | Sant Joan Despí, Catalunya                                      |  |
| 1/4 final anada    | 1-0 Olga García 10', 2-0 Marta Corredera 15' | [ 8 ] |                         | Ciutat Esportiva Joan Gamper, Catalunya · Francesc Galán Baró · |  |

| 22 de maig de 2011 | Rayo Vallecano (femení) | 1-2   | FC Barcelona (femení)                   | Madrid, Comunitat de Madrid                                                               |  |
| 1/4 final tornada  | ?                       | [ 9 ] | 0-1 Olga García 4', 0-2 Olga García 11' | Ciudad Deportiva Fundación Rayo Vallecano, Comunitat de Madrid · Dámaso Cuesta Ferreiro · |  |

| 17 de juny de 2011 | Reial Societat (femení) | 0-2    | FC Barcelona (femení)                  | Las Rozas de Madrid                                                |  |
| Semifinal          |                         | [ 10 ] | 0-1 Marta Corredera 52', 0-2 Noemí 77' | Ciudad del Fútbol de Las Rozas, Comunitat de Madrid · Giz Gozalo · |  |

| 19 de juny de 2011 | FC Barcelona (femení) | 1-0    | Reial Club Deportiu Espanyol (femení) | Las Rozas de Madrid                                                            |  |
| Final              | 1-0 Olga García 107'  | [ 11 ] |                                       | Ciudad del Fútbol de Las Rozas, Comunitat de Madrid · Valentín Pizarro Gómez · |  |